# Mongoli
I mongoli sono il popolo storicamente abitante della Mongolia, paese situato nell'Asia orientale.

## Aspetti antropologici
Il gruppo etnico mongolo è caratterizzato da pelle molto chiara a giallo scuro, capelli molto lunghi, scuri, spessi e forti (la calvizie è praticamente sconosciuta, la canizie si manifesta rarissimamente prima dei 55 anni), barba non presente prima dei 25 anni di età, peli solo su ascelle e pube.
La statura è in media 168 cm per gli uomini e 160 cm per le donne, la corporatura è resistente alle fatiche, al forte freddo e al caldo.

## Il risveglio dei mongoli nel medioevo

### Le popolazioni mongole prima dell'unificazione

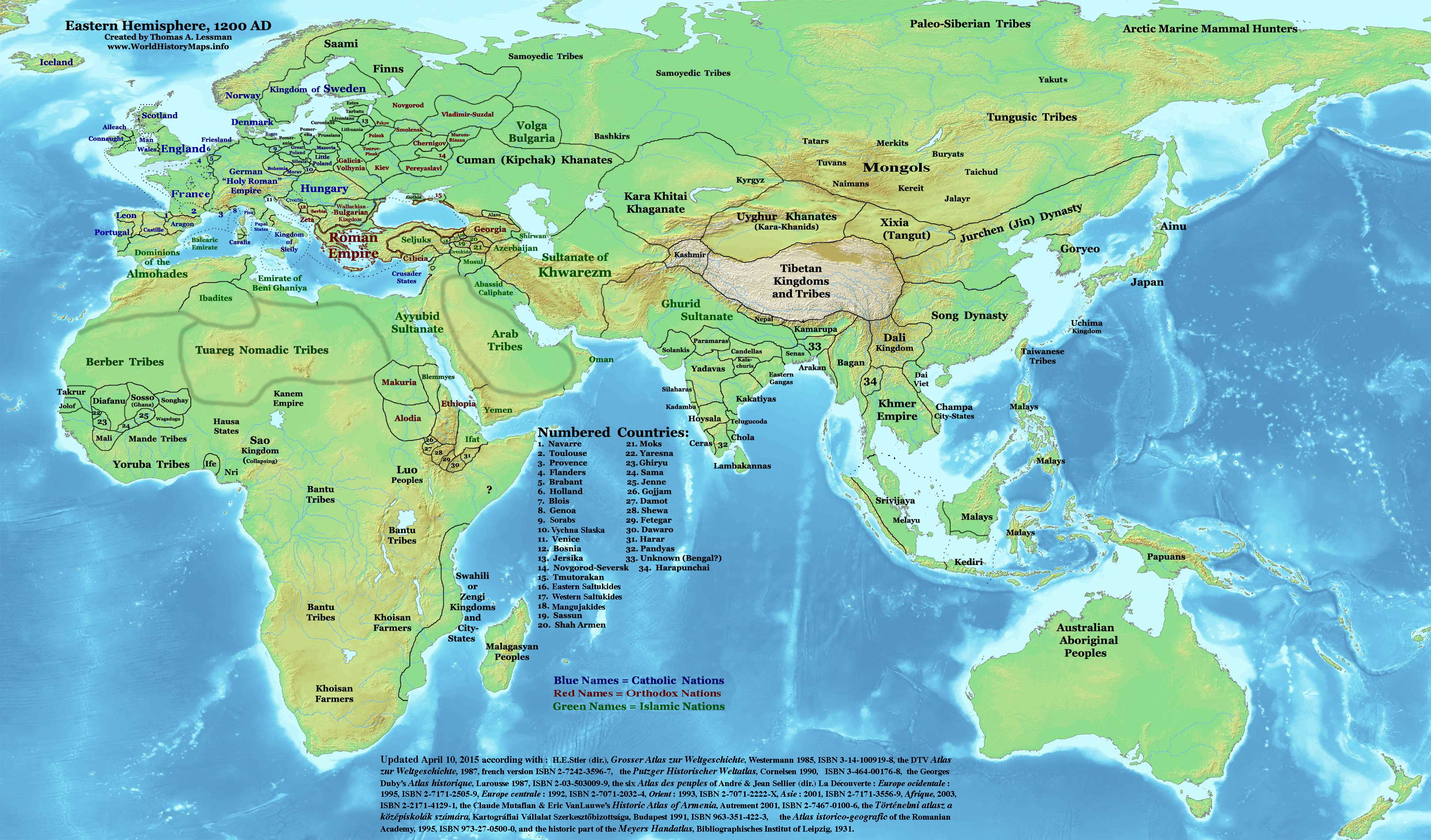
Asia ed Europa orientale nel periodo immediatamente precedente all'invasione mongola, XIII secolo.

Spesso alcuni fenomeni di vasta portata, come le invasioni barbariche del V e VI secolo o le migrazioni dell'inizio dell'XI secolo, furono innescati dalla spinta di popolazioni nomadi dell'Asia. I mongoli erano una popolazione nomade che abitava più o meno nell'odierna Mongolia orientale, a sud-ovest della Manciuria.
Essi erano noti ai Cinesi fin dalla dinastia Tang con il nome di Meng-ku e negli annali Chin i Mongoli erano ricordati come una minaccia. Furono erroneamente chiamati Tatari o Tartari perché prima che i mongoli ottenessero la supremazia, i Tatari rappresentavano la più importante delle tribù delle steppe; inoltre nell'ottavo secolo il loro
nome compariva già nei registri cinesi. Di conseguenza i Cinesi e gli altri popoli utilizzavano il termine tartari per indicare tutte le tribù delle steppe dell'Asia Centrale. Grazie anche all'eloquente assonanza con il Tartaro pagano, cioè l'inferno per gli antichi - venne usato in Occidente, ma trasformato in Tartari, per definire questa popolazione.
Il vastissimo territorio tra la Grande muraglia cinese e i grandi fiumi siberiani era popolato da numerose tribù, spesso in lotta tra loro, che avevano dato parecchi problemi all'Impero cinese e agli stati europei più orientali come i principati di Novgorod e di Kiev. Tra queste popolazioni erano venute in contatto con l'Europa dall'VIII secolo i Khazari (convertitisi all'ebraismo), i Peceneghi (che vennero sconfitti dai Bizantini nel 1122), i Cumani o Polovzi, o le popolazioni dell'impero del Qara-Khitai (a sud del lago Balkash).
Fu Kabul Khan del clan dei Borjigin (Kiut-borjigin: dagli-occhi-grigi) a creare il grande stato mongolo assoggettando al suo governo tutte le tribù mongole; tale stato all'inizio fu vassallo della dinastia Chin (Sung settentrionali), ma in seguito le mosse guerra. Sotto il regno del khan successivo, Kutula, i Mongoli attaccarono nuovamente la Cina (1143), ma dopo alcuni successi iniziali scoppiarono dissidi interni in seno ai Mongoli e infine furono sconfitti da una coalizione di Cinesi e Tartari nel 1161. Conseguentemente la sovranità dei Chin fu restaurata su tutta la regione fino alle tribù occidentali dei Keraiti. Il padre di Gengis, Yesugei Bagatur (l'eroe) del clan Kiyat-Borjigin, tentò di restaurare il potere della sua tribù, ma fu avvelenato prima di riuscire a farsi eleggere Khan.

### Gengis Khan e la fondazione dell'impero

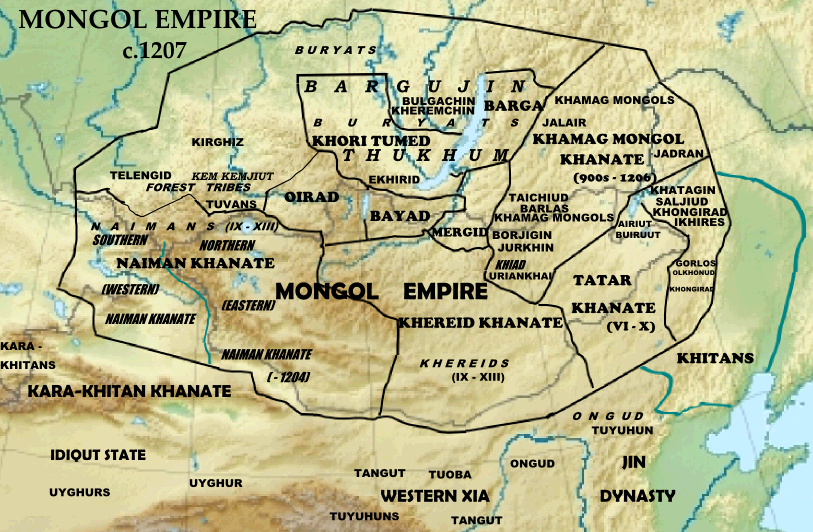
L'impero mongolo nel 1207 circa

L'avanzata mongola in Eurasia

Ma finché queste popolazioni erano in competizione tra loro la situazione poté essere tenuta sotto controllo sia dagli europei che dai cinesi, finché, nel XIII secolo, esse non trovarono un capo (un Khan) in grado di riunificarle: Gengis Khan, uno dei più grandi conquistatori di tutti i tempi, accostabile forse solo ad Alessandro Magno. Nato come Temujin tra il 1155 e il 1167 da un capotribù di un popolo stanziato nell'alto corso dell'Onon, entrò a servizio del khan dei Keraiti, una tribù turco-mongola cristianizzata secondo il credo nestoriano. Dopo aver sposato la figlia del khan (Börte) iniziò ad ampliare i propri domini battendo e assimilando le tribù vicine.
Fino al 1206 i Mongoli non avevano un re. Quando «Genghiz fu proclamato Khan alcuni anni prima nel 1203 egli non era stato investito di alcun potere legale, ma era soltanto il condottiero di una piccola banda di avventurieri - i suoi seguaci giurarono di obbedirgli in guerra, ma in pace semplicemente di astenersi dall'intralciarlo negli affari».
Nel 1206 poteva controllare già tutta l'area del Gobi; durante un grande kuriltai (la dieta tribale) tenutasi alle sorgenti dell'Onon, venne proclamato Gran Khan, cioè khan di tutti i mongoli, che sotto di lui avevano trovato un'unità nazionale. Da allora fu noto come "Genghiz Khan" ovvero "Signore Universale".
Egli si diede a conquistare e organizzare i popoli, secondo un'organizzazione politico-militare basata sulla mobilità e fortemente gerarchizzata: ogni tribù (ulus, che indicava anche il patrimonio collettivo) era indipendente, ma tutte erano sottomesse alla famiglia imperiale, il cosiddetto "casato della stirpe aurea", sacro poiché mitologicamente derivato dal Dio del cielo, Tengri, divinità suprema dei mongoli. L'impero nel suo insieme era l'ulus della famiglia imperiale. Tutti i khan offrivano fedeltà e rispetto al Gran Khan, che li sorvegliava con un rapido ed organizzato sistema di intendenti e corrieri.
Ma l'aspetto più straordinario della sua personalità fu il genio in campo militare, dalla formidabile tattica: le armate mongole, forti di arcieri a cavallo, attaccavano nel più completo silenzio, guidate solo da bandiere di diverso colore, compiendo manovre complesse in assoluta simmetria e coordinazione, che incuteva una soprannaturale paura nel nemico. Gengis Khan curò anche la sua fama (l'"immagine") con calcolate azioni di straordinaria ferocia nel punire i nemici o di grande magnanimità verso gli alleati. La fama di inflessibile e invincibile fu un'ottima propaganda contro i suoi avversari politici, i quali sapevano che non sottomettersi equivaleva allo sterminio.
Nel 1211 le genti mongole erano unificate, quindi Gengis Khan guardò alla Cina; più o meno contemporaneamente i mongoli prendevano il regno turco-iranico del Kwārezm (Corasmia) e città come Samarcanda e Bukhara, dirigendosi poi a nord dove venne conquistato il regno della Grande Bulgaria, la cui popolazione fu deportata. Nel 1227 il grande leader morì lasciando un impero che si estendeva dalla Siberia al Kashmir, al Tibet, al Mar Caspio, al Mar del Giappone. Nonostante i genocidi, le deportazioni di massa e le città rase al suolo e ricostruite da zero, l'Impero mongolo era solido, pacifico, con genti diverse per stirpe, lingua e religione che convivevano armoniosamente sotto l'equa e inflessibile pax mongolica.

### Dopo Gengis Khan

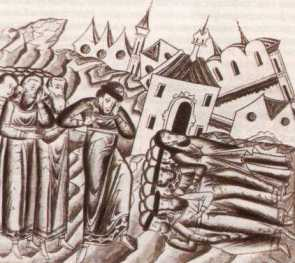
Distruzione di Suzdal da parte dell'esercito mongolo, dagli Annali della Russia

Alla morte di Gengis Khan (Re mongolo) i capi tribù, secondo la tradizione, si riunirono in un kuriltai presso Karakorum, per scegliere all'interno della famiglia imperiale un nuovo Gran Khan, che fu indicato in suo figlio Ögödei (1229). Subito venne ripreso il programma di conquista.
Ogödei si diede a completare la conquista della Cina settentrionale e della Persia, mentre suo cugino Batu, nipote di Gengis Khan, lanciò una spedizione contro l'Europa, arrivando nel 1238 sui ducati russi confederati, che già nel 1222 avevano conosciuto la furia delle orde tartare. Quando Kiev cadde nel 1240 la Cristianità entrò in un momento di crisi e terrore. Non conoscendo né la lingua né le origini dei mongoli essi apparivano come un'entità sovrannaturale, terribili, dall'aspetto più ferino che umano, come li descrivono gli Annali di Novgorod. Molti credettero che fosse arrivata la punizione divina ai peccati del mondo, collegandosi al mito cristiano delle popolazioni bibliche infernali di Gog e Magog quali araldi dell'Anticristo.
Nel 1241 i cavalieri di Batu Khan si erano impadroniti di un vasto territorio tra il Volga e il Mar Nero, futuro nucleo dell'Impero dell'Orda d'Oro, e poterono riversarsi più a ovest, dove attaccarono la Polonia, la Boemia e l'Ungheria. A niente servì la difesa della migliore cavalleria cristiana, compresi i cavalieri Teutonici che vennero decimati a Liegnitz. Federico II si appellò allora a tutti i sovrani cristiani per bandire una crociata e anche papa Gregorio IX parve incline a tale soluzione. Ma fu lo stesso Batu a ritirarsi dai territori europei conquistati perché il suo esercito aveva subito gravi perdite e perché la conquista poteva trasformarsi in una folle avanzata senza appoggi logistici. Inoltre l'elemento che rese imminente una ritirata fu la morte di Ögödei e la riunione di un nuovo kuryltai.
Nel 1241 venne scelto come nuovo Gran Khan Güyük, che non riprese la campagna contro l'Europa, anzi da lui in poi i mongoli si dedicarono all'assoggettamento della Cina, dove crollò la dinastia Sung nel 1249 e venne instaurata la prima dinastia non-cinese dell'Impero, quella mongola degli Yuan, con il primo imperatore mongolo-cinese di Khubilai. Da allora la famiglia imperiale e l'aristocrazia mongola iniziarono un profondo processo di sinizzazione, come se volesse fare il possibile per far dimenticare le proprie origini ai colti cinesi. L'imperatore degli Yuan era di fatto il Gran Khan, ma dalla seconda metà del XIII secolo ormai l'impero mongolo era diviso in quattro stati federati, che formalmente riconoscevano la suprema autorità del Gran Khan, ma di fatto ebbero vita indipendente. Questi quattro imperi erano:
- Quello cinese, con capitale a Pechino, che durò fino al 1368 quando salì al potere la dinastia Ming;
- Il Khanato dell'Orda d'Oro, nel sud dell'attuale Russia;
- Il Khanato Chagatai, tra lago d'Aral, Tibet e Cina;
- Il Khanato di Persia, ottenuto dopo la sconfitta dell'ultimo califfo abbaside e la presa di Baghdad nel 1258.

Gli storici stimano che le invasioni dei Mongoli provocarono diverse decine di milioni di morti.
È generalmente accettato che l'estinzione degli iranici come gruppo linguistico in Asia Centrale (Sogdiano, Battriano e Corasmio) e in Siberia sia principalmente avvenuta in questo periodo, mentre geneticamente i discendenti degli iranici continuano a vivere mischiati ai mongoli e alle varie popolazioni turche dell'asia centrale. Le popolazioni cinesi a nord del fiume giallo, facenti parte della dinastia Sung settentrionale, si ridussero da 46 milioni a soli 4,5 milioni. Inoltre le devastazioni che l'invasione mongola provocò decretarono il tracollo e la duratura crisi del mondo arabo, dell'Asia centrale e dei principati russi.

## Il mito dei Mongoli e la scoperta dell'Asia

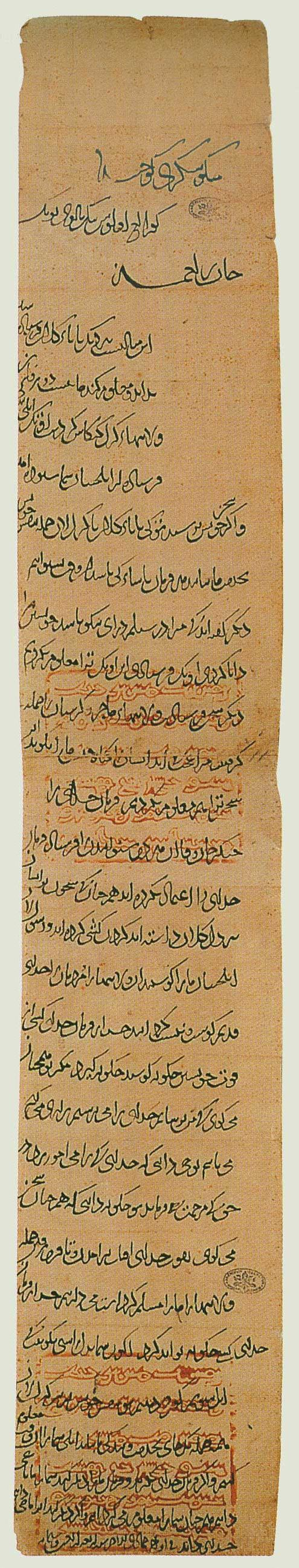
Lettera del Khan Güyük a papa Innocenzo IV del 1246

La comparsa sulla scena europea dei mongoli, oltre al terrore, aveva anche riacceso l'interesse per i misteriosi popoli orientali protagonisti di leggende come quella del Prete Gianni. Alcuni avevano spiegato la decisa avanzata dell'esercito di Batu Khan verso il Danubio e il Reno come la rivendicazioni di quelle popolazioni a riconquistare le reliquie dei re Magi, loro antenati regali, conservate a Colonia. Queste leggende, oltre al contenuto in sé, testimoniano le speranze di intendersi e mediare con queste genti, sfruttando dei presunti legami in comune nella fede cristiana. Innocenzo IV, pur incitando a volte la crociata contro di essi, era anche attratto da una soluzione pacifica e diplomatica, con un certo ottimismo riguardo alle notizie che i mongoli tenessero in gran credito i membri della Chiesa nestoriana, secondo notizie esagerate riportate dai nestoriani stessi. La Chiesa romana sembrava incline a voler convertire i mongoli e attrarli come difensori del papato, senza poter comprendere la visione sincretica e magico-superstiziosa dei mongoli rispetto a tutte le religioni.
Vennero indette due principali spedizioni diplomatico-missionarie dirette ai mongoli, una via Persia ed una via Russia e le steppe asiatiche, con l'incarico di saggiare la potenza dei mongoli. Il compito era affidato a frati francescani e domenicani, che tornarono e scrissero le loro esperienze in vari diari di viaggio, come nella Historia mongalorum del francescano Giovanni del Pian del Carpine.
Anche Luigi IX di Francia era interessato ai popoli asiatici, soprattutto ai mongoli di Persia dai quali sperava di ricevere aiuto contro i musulmani nella crociata da lui organizzata nel 1248. Inviò due francescani come messi al Gran Khan, Guglielmo di Rubruck e Bartolomeo da Cremona, che partirono da Acri, in Palestina, nel 1253 e tornarono nel 1256, con lettere del Möngke Khan per il re. Il Khan si era dimostrato molto interessato ai regni di origine di quegli ambasciatori e il successo della loro missione testimonia come i viaggi fossero relativamente sicuri e veloci grazie alla pax mongolica.
Interessati all'Asia erano anche i Veneziani, soprattutto per motivi commerciali. Nel 1260 i due mercanti Matteo e Niccolò Polo partirono da Costantinopoli verso l'Orda d'Oro, poi arrivarono a Bukhara fino alla residenza estiva del Khubilai Khan, a nord della Grande Muraglia, dove rimasero circa un anno visitando anche la splendida Pechino. Tornati a Venezia nel 1269 rivelarono come fossero rimasti in buoni rapporti col Khan, promettendo di tornare con notizie e regali dall'Europa. Nel 1271 ripartirono alla volta dell'Estremo oriente e il viaggio si protrasse più a lungo, con il figlio di Niccolò, il celebre Marco Polo, che rimase in Cina al servizio del Gran Khan fino al 1292, narrando poi le sue esperienze ne Il Milione, uno dei capolavori della letteratura europea di viaggio.
La strada verso l'oriente era ormai aperta e fu percorsa da molti, tra i quali i missionari papali che cercavano di portare i mongoli alla propria causa. Nel 1285 Onorio IV aveva ricevuto un'incoraggiante missiva dal Khan di Persia Arghun che rilanciava l'idea di un attacco congiunto contro il nemico comune dei mamelucchi. Arghun infatti, sebbene educato al buddhismo, era in buoni rapporti con il nestoriano Mar Yahballah, che lo incoraggiava a rapporti amichevoli con gli occidentali. Purtroppo le offerte di Arghun giungevano in un momento di crisi generale a seguito dei Vespri siciliani e nel 1291 sarebbe caduta San Giovanni d'Acri, lo stesso anno della morte del Khan. L'occasione era ormai persa, infatti alla fine del XIII secolo i mongoli dell'Orda d'Oro e del Khanato di Persia si convertirono all'Islam.
Restava una possibile alleanza con il Gran Khan cinese, che venne percorsa dai missionari, come il francescano Giovanni da Montecorvino che nel 1294 fondò il primo vescovado latino nell'Impero cinese. Ai primi del Trecento erano numerosi i francescani in Cina, dove compivano un'ampia attività missionaria. Il Codex Cumanicus è la testimonianza di tale opera e la summa linguistica delle conoscenza dell'Asia, quale grande dizionario dal latino al persiano (la lingua internazionale dell'Asia) e al mongolo letterario. Altri resoconti, che andavano confermando o ridimensionando le antiche leggende sui popoli asiatici, furono, tra gli altri, la Relatio orientalium partium di Odorico da Pordenone, o il fantastico racconto di Giovanni di Mandeville.
Nel 1368 però cadde la dinastia mongola, odiata dai cinesi, i quali per reazione al dominio straniero si chiusero su sé stessi, bandendo con fermezza tutti gli occidentali, favoriti dai nemici Yuan. La via di terra verso l'Estremo Oriente fu quindi preclusa agli europei, ma restava la via di mare, che venne continuamente cercata, con la circumnavigazione dell'Africa e dell'Asia per raggiungere di nuovo le straordinarie "Indie". Lo stesso Cristoforo Colombo, a fine del Quattrocento, partì sperando di mettersi in contatto con il Gran Khan.

## Tamerlano (1330-1405)
Mentre il Khanato dell'Orda d'Oro acquistava forza arrivando a rendere suoi vassalli i principi russi di Mosca, quello di Persia si indebolì, venendo gradualmente eroso dai vicini arabi, turchi, persiani e georgiani. Un'analoga sorte avversa stava toccando al khanato del Ciaghtay, tra l'Amu Darya e la Mongolia, ma la cui cultura non era stata islamizzata come nelle regioni occidentali.
Nel 1336 nacque in un villaggio vicino a Samarcanda Timur ("Ferro"), più noto come Tamerlano, in una tribù che faceva parte dei disprezzati karaunas (i "mezzosangue"). Egli era figlio del capo dell'ulus (tribù), che comprendeva genti mongole e musulmane fortemente turchizzate. Tamerlano sfruttò le rivalità tra le vicine tribù e le debolezze dei vari khan e grazie ad un'accorta politica guerriera egli seppe conquistare tutta la Transoxiana nel 1369. Un anno dopo assunse il titolo di "grande" emiro, a voler sottolineare le pretese di supremazia su tutti gli emiri della regione. Grazie al matrimonio con la principessa Saray Malik Katun, discendente di Gengis Khan, prese il titolo di "kürgen", genero imperiale. Scelse Samarcanda come sua capitale, una città di incontro tra mondo greco e indiano, già abitata da Alessandro Magno, ed emporio tra i più importanti sulla via della seta. Vennero formalizzate una serie di istituzioni statali, come i periodici kuryltai che avrebbero dovuto legittimare il suo governo, in realtà dispotico, e la zona (dell'attuale Uzbekistan) divenne un centro di grande crescita culturale e artistica.
Durante i tre decenni successivi Tamerlano condusse campagne militari in tutte le direzioni, con metodi travolgenti e spesso spietati. All'inizio del XV secolo possedeva un impero che andava dal Mar Caspio al Caucaso, al lago d'Aral e tutta l'area tra il Syr-Darja e l'Indo.
Sembrava solo che gli ottomani fossero in grado di resistergli, anzi gli occidentali iniziarono a pensare che i loro interessi potessero coincidere con quelli di Tamerlano, contrapponendosi congiuntamente all'avanzata turca. Gli europei vedevano in lui molte analogie con i mongoli di un secolo e mezzo prima, anche se egli era ormai islamico, ed una nuova pax mongolica avrebbe aiutato molto le vicende dei mercanti occidentali. Il principe bizantino Giovanni, si accordò allora col podestà genovese di Galata per inviare ambasciatori al Khan. I bizantini infatti erano già costretti a pagare un tributo al sultano turco, ed essi proposero a Tamerlano di versarlo a lui in cambio di un'alleanza per sconfiggere i turchi stessi. Un'ambasceria parallela venne condotta anche dal re di Francia tramite alcuni domenicani.
Tamerlano, che stava effettivamente preparandosi ad attaccare i turchi, accettò le proposte, sperando anche che tramite Venezia e Genova egli avrebbe potuto ottenere quella flotta che non possedeva, e nel 1402 i mongoli batterono gli ottomani presso Ankara. Tamerlano divenne padrone dell'Anatolia, ma si rivelò presto un'arma a doppio taglio per gli occidentali, in quanto non era disposto ad accettare alcuna sottomissione. Rivendicando la discendenza da Gengis Khan e pretendendo la restaurazione dell'Impero mongolo attaccò a Smirne gli Ospitalieri di Rodi, cacciandoli e sottomettendo le due città chiamate Focea e Chio. Gli europei erano molto indecisi sul da farsi e molti continuavano a sperare, come Enrico III di Castiglia che spedì più ambascerie a Tamerlano. In definitiva era più appetibile per Tamerlano l'Impero cinese, ma le sue aspettative furono interrotte dalla morte nel 1405. L'immenso impero venne frammentato tra più potentati ostili tra loro e l'avanzata ottomana su Bisanzio poté riprendere.

## Il Khanato dell'Orda d'Oro

Il Khanato dell'Orda d'Oro nel 1389

L'unica traccia delle invasioni mongoliche del XIII e XIV secolo in Europa restò il Khanato dell'Orda d'Oro, che prendeva il nome dalla "Dinastia d'Oro" di Batu, con capitale a Saraj, sul Volga. Durante il suo apogeo arrivò ad assoggettare i territori dalla Finlandia al Mar Nero. Gli stessi prìncipi di Mosca gli pagarono a lungo dei tributi. L'impero subì duri colpi durante l'espansione di Tamerlano e durante il Quattrocento subì la riscossa dei russi con Ivan III il Grande. Alla fine del XIV secolo si frammentò in più khanati che sparirono gradualmente.

## Letteratura sui Mongoli

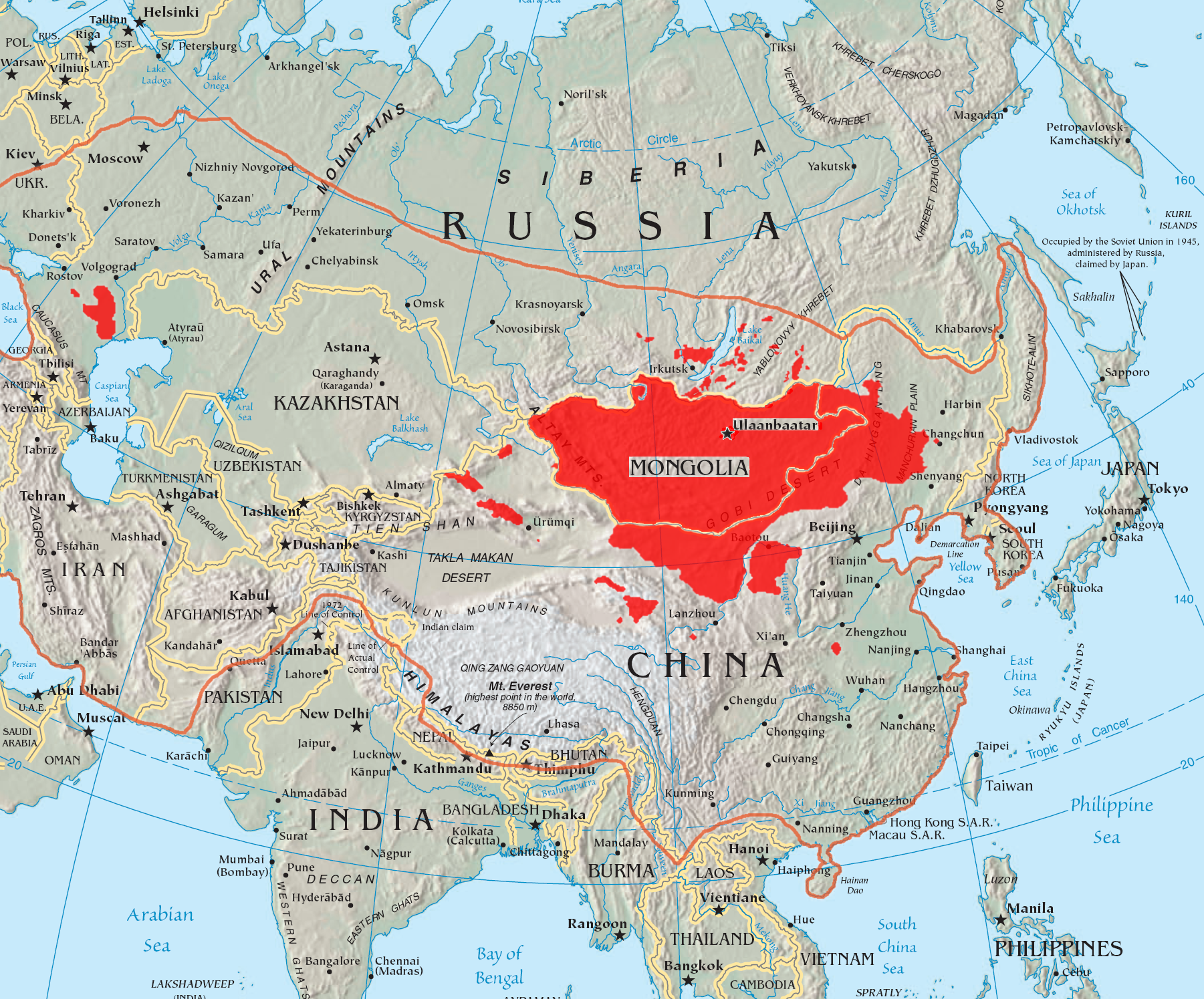
La linea arancione mostra l'estensione dell'impero mongolo nel tardo XIII secolo. La zona rossa mostra l'area in cui è dominante l'etnia mongola oggigiorno. La piccola area nel sud-ovest della Russia rappresenta la diffusione dei Mongoli Calmucchi (Kalmyk) europei.

Giovanni da Pian del Carpine e Guglielmo di Rubruck descrivono i loro viaggi fino alla corte del Gran Khan.
Dal Milione di Marco Polo si traggono utili informazioni circa la situazione geopolitica ed etnologica dell'Asia centrale e della Cina, dei tempi di Kublai Khan, nipote di Gengis Khan.